# São Nicolau no Cárcere (diaconia)
São Nicolau no Cárcere (em latim: Sancti Nicolai in Carcere Tulliano) é uma diaconia instituída pelo Papa Gregório III em 731. Foi criada para o atendimento dos presos. Juntamente com a diaconia de Santa Maria no Pórtico de Otávia, foi criada para substituir a de Santos Nereu e Aquileu, que foi elevado ao título do presbitério, e a de Sant'Alessio, que havia sido suprimida. De acordo com relatórios de Cristofori, o nome popular deste título era San Nicola in Carcere Tulliano, que seria errado, porque a Prisão Tulliana corresponde a Prisão Mamertina, que está localizado no sopé do Monte Capitolino, enquanto o diaconato foi erguido perto do Carcere Decemvirale. Não era um diaconato regional, mas palacial.
A igreja titular deste titulus é a Basílica de São Nicolau no Cárcere.

## Titulares protetores
- Ugo d'Alatri (1099-1117)
- Crisogono Malcondini (ou Costantino) (1117- circa 1123)
- Giovanni Dauferio (1122-1130; pseudocardeal do antipapa Anacleto II, 1130-1133; 1133- circa 1135)
- Ottaviano de Monticello, dei Conti di Tusculum (1138-1151)
- Ottone (ou Othon) (1152-1174 o 1175)
- Vibiano (1175)
- Gerardo (1175- circa 1178)
- Bernardo (1178-1181)
- Pietro Gallozia (1181-1190)[3]
- Pietro Diana (ou Giana, ou Piacentino, ou da Piacenza) (1185-1188)
- Egidio Pierleoni (dos Arciprestes) (1190-1194)
- Gérard (ou Girard), O.Cist. (1198-1199)
- Guido Pierleone (1205-1221)
- Otto de Monteferrato (ou Othon de Montferrat) (1227-1244)
- Giovanni Gaetano Orsini (1244-1277)
- Guglielmo Longhi (1294-1319)
- Landolfo Maramaldo (1381-1415)
- Rodrigo Lanzol-Borja y Borja (1456-1484)
- Giovanni Battista Savelli (1484-1498)
- Amanieu d'Albret (1500-1520)
- Agostino Trivulzio, in commendam (1520-1531)
- Íñigo López de Mendoza y Zúñiga (1531-1537)
- Rodrigo Luis de Borja e de Castre-Pinós (1537)
- Niccolò Caetani (1538-1552)
- Giacomo Savelli (1552-1558)
- Giovanni Battista Consiglieri (1558-1559)
- Carlo Carafa (1560-1561)
- Francisco Gonzaga (1561-1562)
- Georges d'Armagnac (1562-1585)
- Francesco Sforza (1585-1588)
- Ascanio Colonna (1588-1591)
- Frederico Borromeu sênior (1591-1593)
- Pietro Aldobrandini (1593-1604)
- Carlos Emanuel Pio de Saboia (1604-1623)
- Carlos de Médici (1623-1644)
- Giangiacomo Teodoro Trivulzio (1644)
- Rinaldo d'Este (1644-1668)
- Frederico de Hesse-Darmstadt (1668-1670)
- Paolo Savelli (1670-1678)
- Urbano Sacchetti (1681-1689)
- Gianfrancesco Ginetti (1689-1691)
- Vacante (1691-1699)
- Henrique Alberto de La Grange d'Arquien (1699-1707)
- Lorenzo Altieri (1707-1718)
- Damian Hugo Philipp von Schönborn Bushein (1721)
- Vacante (1721-1728)
- Antonio Banchieri (1728-1733)
- Vacante (1733-1738)
- Carlo Rezzonico, sênior (1738-1747)
- Mario Bolognetti (1747-1751)
- Domenico Orsini de Aragão (1753-1763)
- Vacante (1763-1770)
- Giovanni Battista Rezzonico (1770-1783)
- Romoaldo Braschi-Onesti (1787-1800)
- Marino Carafa do Belvedere (1801-1807)
- Vacante (1807-1816)
- Pietro Vidoni iuniore (1816-1830)
- Vacante (1830-1834)
- Nicola Grimaldi (1834-1845)
- Giuseppe Antonio Zacchia Rondinini (1845)
- Pietro Marini (1847-1863)
- Vacante (1863-1874)
- Camillo Tarquini, S.J. (1874)
- Domenico Bartolini (1875-1876)
- Joseph Hergenröther (1879-1888)
- Vacante (1888-1907)
- Gaetano de Lai (1907-1911)
- Vacante (1911-1922)
- Giuseppe Mori (1922-1933); título pro illa vice (1934)
- Nicola Canali (1935-1961)
- Vacante (1961-1967)
- Patrick Aloysius O'Boyle; título pro illa vice (1967-1987)
- Hans Urs von Balthasar (1988)
- Vacante (1988-1994)
- Alois Grillmeier, S.J. (1994-1998)
- Zenon Grocholewski (2001-2011); título pro hac vice (2011-2020)
- Silvano Maria Tomasi, C.S. (2020-)